# 光之美少女 All Stars DX 大家都是朋友☆奇蹟的全員大集合！
《電影 光之美少女群星 DX 大家都是朋友☆奇蹟的全員大集合！》是2009年3月20日在日本上映的電影動畫。此作品為光之美少女系列的結合作品，也是系列中達成過去以來的最高收益達10億日元，並予定於隔年同一時間推出續集。
台灣於2011年8月21日在東森幼幼台播放時譯名：「光之美少女 All Stars 閃亮大集合」。
香港於2014年12月23日在TVB兒童台播放時譯名：「光之美少女All Star DX－彩虹奇蹟」，但是其後突然宣布取消播放，之後再定於2015年2月14日播放，將原本節目由聖誕時段改為新年時段播放。

## 概要
本作是前年的《Yes! 光之美少女5 GoGo!》劇場版《甜點王國歡樂的生日聚會♪》同時上映超短編電影的内容所強化的動畫電影。東映最初預告時《光之美少女：幸福精靈Fresh!》尚未公開，所以宣傳的影片以《Yes! 光之美少女5 GoGo!》為中心。上映當時歴代的光之美少女14人像是跨躍時空的集合，共同前往新敵人所在地。同時歷代的所有妖精與刺客物質除了那基華米基、帕魯米王國四鄰國的精靈外也一同登場。本作沿用的設定為至《光之美少女：幸福精靈Fresh!》初期為止。
本作首次交代「各個世界的精靈代表互相認識」及「歷作光之美少女所在的世界相同」的設定，每個精靈都擁有一支彩虹奇蹟手電筒。

## 故事簡介
「以日本橫濱的摩天輪為舞台，14名光之美少女們同心協力引起不可思議的彩虹奇蹟！」
桃園愛一行人前往橫濱港未來21參加舞蹈比賽，卻在途中迷路了。正在驚慌尋找會場的時候，企圖吞噬一切的新敵人突然出現。在敵人面前，所有的光之美少女陸續登場。為了維護世界不被黑暗掩蓋且從敵人手中救出雪芳，14人因而團結一心產生引導未來以及希望的彩虹奇蹟，共同合作打敗惡勢力。

## 登場人物

### 光之美少女／光之美少女Max Heart
美墨渚／黑天使（Cure Black）
配音：本名陽子（日本）；傅其慧（台灣）；黃淑芬（香港）
雪城穗乃香／雪天使（Cure White）
配音：野上尤加奈（日本）；林美秀（台灣）；鄭麗麗（香港）
九條光／夏妮露米納斯（Shiny Luminous）
配音：田中理惠（日本）；楊凱凱（台灣）；羅孔柔（香港）
美波（Mepple）
配音：關智一（日本）；馮嘉德（台灣）；許盈（香港）
米波（Mipple）
配音：矢島晶子（日本）；楊凱凱（台灣）；何璐怡（香港）
保倫（Porun）
配音：池澤春菜（日本）；林美秀（台灣）；廖杏茵（香港）
露露（Lulun）
配音：谷井飛鳥（日本）；傅其慧（台灣）；吳羨婷（香港）
- 必殺技

光之美少女 亮晶晶黑白迴轉Max（Precure Marble Screw Max）
光之美少女 亮晶晶閃耀極限（Precure Extreme Luminario）

### 光之美少女 Splash Star
日向咲／花天使／月天使（Cure Bloom／Cure Bright）
配音：樹元織江（日本）；馮嘉德（台灣）；林元春（香港）
美翔舞／舞天使／風天使（Cure Egret／Cure Windy）
配音：榎本溫子（日本）；楊凱凱（台灣）；梁少霞（香港）
弗拉比（Flappy）
配音：山口勝平（日本）；林美秀（台灣）；黃玉娟（香港）
喬比（Choppy）
配音：松來未祐（日本）；傅其慧（台灣）；鄭麗麗（香港）
姆姆（Mupu）
配音：淵崎有里子（日本）；傅其慧（台灣）；沈小蘭（香港）
芙芙（Fupu）
配音：岡村明美（日本）；林美秀（台灣）；何璐怡（香港）
- 必殺技

光之美少女 雙重漩渦 Splash（Precure Twin Stream Splash）
光之美少女 轉轉星光 Splash（Precure Spiral Star Splash）

### Yes! 光之美少女5／Yes! 光之美少女5 GoGo!
夢原望／夢天使（Cure Dream）
配音：三瓶由布子（日本）；楊凱凱（台灣）；林元春（香港）
夏木玲／火天使（Cure Rouge）
配音：竹內順子（日本）；傅其慧（台灣）；劉惠雲（香港）
春日野麗／檸檬天使（Cure Lemonade）
配音：伊瀨茉莉也（日本）；林美秀（台灣）；何璐怡（香港）
秋元小町／薄荷天使（Cure Mint）
配音：永野愛（日本）；楊凱凱（台灣）；林芷筠（香港）
水無月香戀／水天使（Cure Aqua）
配音：前田愛（日本）；馮嘉德（台灣）；朱妙蘭（香港）
米露／美美野來未／紫天使（Milk／Milky Rose）
配音：仙台惠理（日本）；馮嘉德（精靈）、傅其慧（人類）（台灣）；鄭麗麗（精靈）、梁少霞（人類）（香港）
可可（Coco）
配音：草尾毅（日本）；林美秀（精靈）、林士程（人類）（台灣）；許盈（精靈）、林筠翔（人類）（香港）
果果（Nuts）
配音：入野自由（日本）；傅其慧（精靈）、李景唐（人類）（台灣）；謝潔貞（精靈）、曹啟謙（人類）（香港）
普普（Syrup）
配音：朴璐美（日本）；林美秀（台灣）；陳琴雲（香港）
- 必殺技

光之美少女 烈焰火球（Precure Fire Strike）
光之美少女 寶石弓箭（Precure Sapphire Arrow）
光之美少女 花蝶流星（Precure Shooting Star）
光之美少女 翡翠圓盤（Precure Emerald Saucer）
光之美少女 光稜鎖鏈（Precure Prism Chain）
妙奇露絲 玫瑰金屬風暴（Milky Rose Metal Blizzard）
光之美少女 幻彩玫瑰大爆發（Precure Rainbow Rose Explosion）

### 光之美少女：幸福精靈Fresh!
桃園愛／桃天使／愛情精靈（Cure Peach）
配音：沖佳苗（日本）；林美秀（台灣）；魏惠娥（香港）
蒼乃美希／莓天使／希望精靈（Cure Berry）
配音：喜多村英梨（日本）；馮嘉德（台灣）；黃瑩瑩（香港）
山吹祈里／鳳梨天使／祈願精靈（Cure Pine）
配音：中川亞紀子（日本）；傅其慧（台灣）；陳皓宜（香港）
塔多（Tarte）
配音：松野太紀（日本）；李景唐（台灣）；黃啟昌（香港）
希風（Chiffon）
配音：興梠里美（日本）；傅其慧（台灣）；林元春（香港）
- 必殺技

光之美少女 三重爆擊Fresh（Precure Triple Fresh）

### 敵人
小呼／融合（Fu-chan／Fusion）
配音：子安武人（小呼：熊田聖亞）（日本）；林士程（台灣）；黃積權（香港）
液態水銀狀生物。因對力量的強烈渴求而欲將世界所有力量歸於自己一體。不但能變成及大量複製薩凱那、巫賽那、瓦納及貪婪使者，還能夠吸收一眾光之美少女的必殺技。最後因光之美少女們得到彩虹奇蹟手電筒的輔助力量使出必殺技而被消滅。
其後於New Stage以「小呼」的身分出現，與步美相遇，並成為朋友，為了實現步美的願望把步的母親吞掉，經光之美少女打倒後退化為精靈的型態。最終在把自己的全部力量獻給光之美少女幫助其消滅「融合」後消失。

## 主題曲
片頭曲：キラキラkawaii！プリキュア大集合「亮晶晶kawaii!光之美少女大集合♪」
作詞：青木久美子，作曲：小杉保夫，編曲：大石憲一郎，主唱：五條真由美 from .R計劃（五條真由美、うちやえゆか、工藤真由、宮本佳那子、茂家瑞季、林桃子）
片尾曲：プリキュア、奇跡デラックス「光之美少女──最大的奇蹟」
- 作詞：只野菜摘，作曲：岩崎貴文，編曲：大石憲一郎，主唱：工藤真由

## 製作人員
- 企劃：鷲尾天、西出將之
- 原作：東堂泉
- 監督：大塚隆史
- 編劇：村山功
- 人物設計：稻上晃、川村敏江、香川久、青山充
- 作畫監督：青山充
- 色彩設計：澤田豐二
- 美術設計：行信三、田中里錄
- 美術監督：田中里錄
- 攝影監督：高橋賢司
- CG監督：川崎健太郎
- 音樂：佐藤直紀、高梨康治
- 製作擔當：末竹憲
- 剪接：麻生芳弘
- 錄音：川崎公敬
- 音響效果：石野貴久（サウンドリンク）
- 動畫製作：ABC、東映動畫
- 製作：©2009 電影光之美少女All Stars製作委員會（東映動畫、東映、Bandai、旭通廣告、朝日放送、Marvelous Entertainment、木下工務店）

## 外部連結
- 《光之美少女群星 DX 大家都是朋友☆奇蹟的全員大集合！》官方網站 （日語）

1. ↑  松來未祐已於2015年10月27日因病過世。
2. ↑  松野太紀已於2024年6月26日因病過世。